# Horsens-Juelsminde Jernbane
Horsens-Juelsminde Jernbane (HJJ) – eller Juelsmindebanen eller Bjerreherredsbanen – var en dansk privatbane mellem Horsens og Juelsminde 1884-1957. Den gik mellem to havnebyer, men kom undervejs op i 70 meters højde ved Barrit.

## Historie
Initiativtagerne søgte koncession i foråret 1882, og allerede 12. maj samme år var forslaget gået igennem Rigsdagen, måske fordi der ikke blev søgt statstilskud ud over, at staten betalte halvdelen af ekspropriationsomkostningerne. Koncessionen blev udstedt 9. august 1882, og anlægget blev påbegyndt i oktober samme år.
Havnesporet i Juelsminde blev fuldført i 1896.

## Strækningsdata
- Oprettet: 25. maj 1884
- Længde: 30,2 km – 30,5 km indtil 1929, hvor sporet blev rettet ud gennem Horsens og den ny station blev indviet
- Sporvidde: 1.435 mm
- Skinnevægt: 17,5 kg/m. Senere blev 2,9 km ved Horsens udskiftet med 22,5 kg/m, resten med 27,55 kg/m. I 1936 var der 5 km med 33,4 kg/m
- Maks. stigning: 12,5 ‰
- Mindste kurveradius: 367 m
- Maks. hastighed: 45 km/t, senere 60 km/t, dog 75 km/t for skinnebusser
- Nedlagt: 30. september 1957

## Standsningssteder
De 2 "holdepladser" havde mindre stationsbygninger, kortere perroner og kun et stikspor, ikke omløbsspor som stationerne. Banens trinbrætter hed officielt "stoppesteder" og var kun "midlertidigt etableret", så de i princippet kunne oprettes og nedlægges med kort varsel og ikke nødvendigvis havde perron og venteskur. De 10 stoppesteder eksisterede dog stadig, da banen blev nedlagt.
- Horsens station (den ny) i km 0,0 – forbindelse med Fredericia-Skanderborg-Aarhus Jernbane, Horsens Vestbaner, Horsens-Bryrup-Silkeborg Jernbane og Horsens-Odder Jernbane.
- Thorsvang trinbræt i km 2,5 fra 15. maj 1950 med perron på begge sider af hovedvejen.
- Sidespor til Torsted grusgrav i km 5,3.
- Ørnstrup Møllevej trinbræt i km 5,5 fra 4. oktober 1936 med perron og venteskur.
- Ørnstrup holdeplads i km 6,6.
- Dallerup Skov trinbræt i km 8,3 fra 15. juni 1936 til 1940 med perron. Fra 31. maj 1952 med navnet Dallerupvej.
- Stenderup station i km 9,3 med privat sidespor til teglværk.
- Brå trinbræt i km 12,3 fra 15. maj 1935 med perron og venteskur fra 15. maj 1939.
- Bråskov station i km 13,1 med privat sidespor.
- Hornsyld By trinbræt i km 14,2 fra 1932 med perron og venteskur.
- Hornsyld station i km 15,4.
- Lindved trinbræt i km 17,0 fra 1932.
- Gramrode station i km 18,7 med separat læssespor og fold.
- Grønvejen trinbræt i km 20,0 fra 1932.
- Barrit station i km 21,8 med galgekran og fold.
- Gramtange trinbræt i km 23,0.
- Vesterby holdeplads og billetsalgssted i km 24,9 fra 4. december 1884, med sidespor til vognladningsgods fra 1. april 1896.
- Klakring station i km 26,7.
- Højbo trinbræt i km 28,8 fra 23. maj 1954.
- Sidespor til Juelsminde Teglværk i km 29,5.
- Juelsminde Syd trinbræt i km 29,6 med perron og venteskur.
- Juelsminde station i km 30,2 med 4 spor ved stationen, havnespor, drejeskive, tosporet dampremise og ensporet motorremise.

### Bevarede stationsbygninger
Banens bygninger var tegnet af ingeniør Clausen, Horsens, og bygget af tømrermester Nielsen, Rårup. De var beskedne og måtte i flere tilfælde udvides, men de fleste er bevaret. Til Juelsminde var der tegnet en pompøs bygning på størrelse med de største DSB-stationer, fordi man regnede med, at Juelsminde ville blive et stort trafikknudepunkt. Men man valgte at se tiden an og nøjes med "midlertidige" træbygninger, som kom til at fungere i hele banens levetid og først blev revet ned i 2001. Vesterby billetsalgssted er også revet ned.
- Ørnstrup: St. Ørnstrupgårdvej
- Stenderup: Stationsvej 3
- Bråskov: Bråskovhusvej
- Hornsyld: Posthusvej 5
- Gramrode: Bredgade 26
- Barrit: Brølbæk 12
- Klakring: Klakring Stationsvej 14

## Drift
Selskabets aktiekapital var på 98.200 kr., men langt den største del af anlægsomkostningerne var finansieret med lån på i alt 928.000 kr. Banen indtjente så pæne overskud de første år, at lånene kunne indfries allerede i 1899. Fra 1930-31 var der underskud helt til banens nedlæggelse med undtagelse af 1944-47, selvom banen næsten fuldstændigt gik over fra dampdrift til motordrift.
Skinnerne var i starten kraftige nok til, at alle statsbanernes godsvognstyper kunne køre på banen, men fra omkring år 1900, hvor godsvognene var blevet tungere, måtte der tit læsses om i Horsens.
Banen flyttede i 1901 sit hovedkontor fra Juelsminde til Horsens. S. Holmblad, der var driftsbestyrer fra 1897, blev også driftsbestyrer for Bryrupbanen, da den blev oprettet i 1899, og for Horsens-Odder Jernbane, da den blev oprettet i 1904. Endelig overtog han også posten i Tørringbanen i 1924, så alle fire privatbaner i Horsens havde samme driftsbestyrer. Nogenlunde samtidig begyndte de alle at bruge samme værksted. Juelsmindebanen deltog også i det fælles driftsselskab Horsens Privatbaner, der blev oprettet i 1951.

## Strækninger hvor banetracéet er bevaret
1½ km af banens tracé er bevaret og tilgængeligt.
- Gennem Dallerup Skov
- Over Bråskov Bæk
- Jernbanebro over Urlev Å
- Oppe på dæmningen over Urlev Å
- Nordøst for Lupinvej i Juelsminde